# Hans Ibelings
Hans Ibelings (Róterdam, 1963) es un crítico e historiador de la arquitectura de los Países Bajos.

## Biografía
Doctorado en arquitectura por la Universidad de Coímbra, fundó en 2004 junto a Arjan Groot la revista 10 new European architecture, de la que fue director y editor hasta 2012. Después lo ha sido de The Architecture Observer (Ámsterdam/Montreal). Combina la tarea de docente en la Facultad de arquitectura, paisaje y diseño en la Universidad de Toronto con su carrera como crítico e historiador de la arquitectura.
Entre sus libros se señalan Supermodernismo: arquitectura en la era de la globalización (Gustavo Gili, 1998), European Architecture Since 1890 (Sun, 2011), Rise and Sprawl: The Condominiumization of Toronto (Ibelings, 2016) y Make It Anew (Ibelings, 2018).